# Saxitoxin
Saxitoxin (zkratka STX) je druh nervově paralytického jedu. Jedná se o neurotoxin pocházející z řas, sinic a jiných vodních organismů (některé obrněnky, ryby z čeledi čtverzubcovitých). Nachází se také v mlžích – ústřicích nebo slávkách. Pojmenování látky odkazuje na rod mlžů Saxidomus, z něhož byl jed poprvé izolován.

## Účinky a použití
Střední smrtelná dávka (LD50) pro člověka představuje 5,7 μg/kg (pro dospělého člověka přibližně půl miligramu). K příznakům otravy patří paralýza dýchacích cest a následné udušení. Smrt nastává do dvanácti hodin. Proti sarotoxinu dosud neexistuje protilátka.
Díky svým vlastnostem nalezl saxitoxin využití jako součást chemických zbraní, zejména ve výzbroji americké armády. Z dob studené války je známý případ sestřeleného amerického pilota Garyho Powerse, který byl vybaven malou injekcí s tímto jedem, ukrytou ve stříbrné minci – tu měl použít v případě, kdyby padl do sovětského zajetí. V současnosti je použití saxitoxinu zakázáno mezinárodními konvencemi na kontrolu chemických zbraní.